# Jake Voskuhl
Robert Jacob Voskuhl (Tulsa, Oklahoma, 1 de noviembre de 1977) es un exjugador profesional de baloncesto que disputó nueve temporadas en la NBA. Con 2.11 metros de estatura, jugaba en la posición de pívot.

## Carrera

### Universidad
Voskuhl asistió a la Universidad de Connecticut desde 1996 hasta 2000, donde fue el pívot titular del equipo que ganó el belgrano de cbaNCAA de 1999, liderado por Richard Hamilton. 

### NBA
Voskuhl fue elegido por los Chicago Bulls en el puesto 33.º del draft de la NBA de 2000, jugando solamente 16 partidos en su primera temporada en la que promedió 1.4 puntos y 2.1 rebotes por encuentro. Fue traspasado a Phoenix Suns en 2001, jugando un tiempo considerable en la campaña 2001/02 y firmando 5 puntos y 4.2 rebotes por noche en 59 partidos. 
Tras pasar cuatro años en los Suns, el 2 de agosto de 2005 fue traspasado a Charlotte Bobcats a cambio de una segunda ronda de draft. En julio de 2007, fichó como agente libre por Milwaukee Bucks.
En Milwaukee Bucks disfrutó de muy pocos minutos, y al comienzo de la temporada 2008/09 se encontraba sin equipo.
Sin embargo, el 15 de diciembre de 2008 fichó como agente libre por Toronto Raptors

## Estadísticas

### Temporada regular
| Año     | Equipo    | PJ  | PT | MPP  | %TC  | %3P  | %TL  | RPP | APP | ROB | TPP | PPP |
| ------- | --------- | --- | -- | ---- | ---- | ---- | ---- | --- | --- | --- | --- | --- |
| 2000–01 | Chicago   | 16  | 2  | 8.9  | .440 | .000 | .571 | 2.1 | .3  | .3  | .4  | 1.9 |
| 2001–02 | Phoenix   | 59  | 34 | 15.3 | .554 | .000 | .752 | 4.2 | .3  | .2  | .4  | 5.0 |
| 2002–03 | Phoenix   | 65  | 1  | 14.6 | .564 | .000 | .667 | 3.5 | .6  | .3  | .4  | 3.8 |
| 2003–04 | Phoenix   | 66  | 43 | 24.3 | .507 | .000 | .740 | 5.2 | .9  | .6  | .4  | 6.6 |
| 2004–05 | Phoenix   | 38  | 1  | 9.5  | .458 | .000 | .684 | 2.4 | .4  | .1  | .3  | 2.1 |
| 2005–06 | Charlotte | 51  | 2  | 16.0 | .437 | .333 | .683 | 3.6 | .8  | .5  | .4  | 5.3 |
| 2006–07 | Charlotte | 73  | 9  | 14.3 | .475 | .000 | .681 | 3.5 | .6  | .4  | .3  | 4.4 |
| 2007–08 | Milwaukee | 44  | 0  | 8.8  | .463 | .000 | .828 | 2.2 | .3  | .2  | .5  | 2.2 |
| 2008–09 | Toronto   | 38  | 1  | 6.3  | .267 | .000 | .786 | 1.6 | .2  | .1  | .1  | .9  |
| Total   |           | 450 | 93 | 14.3 | .487 | .333 | .714 | 3.4 | .5  | .3  | .3  | 4.0 |

### Playoffs
| Año     | Equipo  | PJ | PT | MPP  | %TC  | %3P  | %TL  | RPP | APP | ROB | TPP | PPP |
| ------- | ------- | -- | -- | ---- | ---- | ---- | ---- | --- | --- | --- | --- | --- |
| 2002-03 | Phoenix | 6  | 0  | 16.3 | .706 | .000 | .923 | 3.7 | .3  | .7  | .7  | 6.0 |
| Total   |         | 6  | 0  | 16.3 | .706 | .000 | .923 | 3.7 | .3  | .7  | .7  | 6.0 |